# التقاط إلكترون

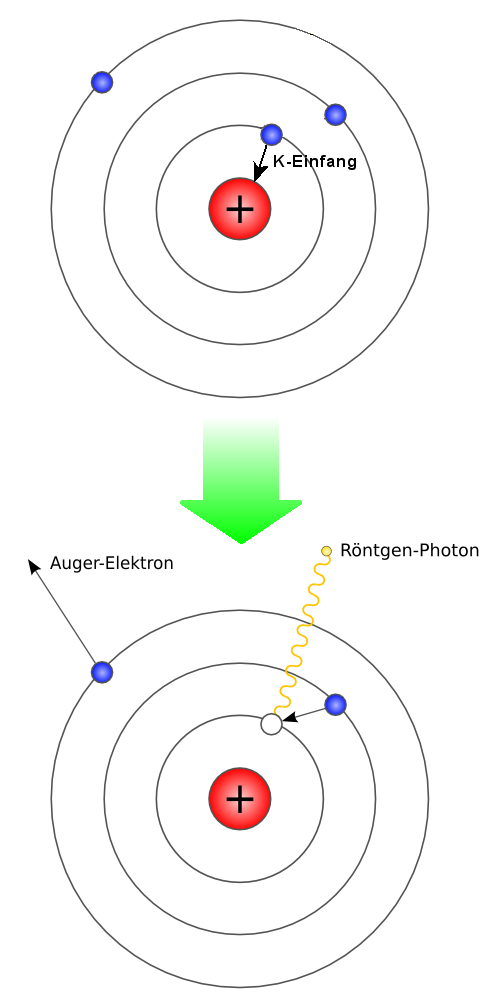
التقاط النواة الذرية لأحد إلكترونات الغلاف-K.

التقاط إلكترون هو أحد أنواع الأنشطة الإشعاعية للعناصر غير المستقرة، والتي بها تنتقل نواة الذرة من حالة غير مستقرة إلى حالة نواة مستقرة، وذلك عن طريق التقاطها لأحد الإلكترونات الموجودة في مدار قريب منها ثم تبتلعه.
تنبأ الفيزيائي الياباني يوكاوا هيديكي عن إمكانية امتصاص النواة الذرية لأحد إلكتروناتها نظريا عام 1935 ثم اكتشفه لويس ألفاريز عمليا عام 1937 عند دراسته للغاليوم-67.
تحدث عملية التقاط النواة الذرية لأحد إلكتروناتها عن طريق القوة النووية الضعيفة بحيث تنتمي العملية إلى تحلل بيتا (أحياناً تدعى العملية بتحلل بيتا الإنعكاسي) حيث تتحول النواة إلى نواة ابنة بها نفس عدد النيوكليونات (بروتونات و\أو نيوترونات) كما يحدث في تحلل بيتا (+).

## وصفه
مثلما في تحلل بيتا(+) يحافظ اصطياد الإلكترون على الشحنة عن طريق تحول أحد البروتونات إلى نيوترون وإصدار نيوترينو، حيث لا يتغير مجموع البروتونات والنيوترونات في النواة الذرية. وخلال تلك العملية تكتسب النواة طاقة السكون للإلكترون الذي اغتنمته، طبقا للتفاعل:
{\displaystyle \mathrm {p} +\mathrm {e} ^{-}\rightarrow \mathrm {n} +{\nu }_{e}}
حيث :
p البروتون
e الإلكترون
n النيوترون
{\displaystyle {\nu }_{e}} نيوترينو.
تتميز إلكترونات الغلاف الذري K بأكبر احتمال لتواجدها قريبة من النواة ، ولذلك يكون اصطياد النواة لأحد إلكترونات الغلاف الذري تكون بنسبة 90 % من الغلاف (التحتي) K. ولذلك يسمى هذا النوع للاصتياد "اصطياد-K-Capture "K
. أما اصطياد إلكترونا من الغلاف-L أو الغلاف-M (وهما أعلى من الغلاف-K )، فيكون احتمالهما أقل.
وعند تحول النواة بهذه الطريقة فهي تطلق الطاقة الزائدة فيها وذلك عن طريق إعطائها للنيوترينو في هيئة طاقة حركة وقد يكون ذلك جزئيا. ولهذا تكون الطاقة القصوى التي ينطلق بها النيوترينو من النواة مساوية لطاقة الربط Binding energy للإلكترون الذي اصطادته النواة.
وقد تعطي النواة الجديدة {daughter nucleus} للنيوترينو جزءا من الطاقة الزائدة وتحتفظ بجزء منها وتبقى النواة في حالة إثارة. ويتميز هذا التصرف أن النيوترينوات المنطلقة من عدة أنوية يكون لكل منها طاقة غير الآخر، وذلك بحسب جزء الطاقة التي احتفظت النواة. وعندما تتخلص النواة المثارة من طاقة الإثارة فهي تصدرها في هيئة شعاع غاما وتصبح هي في الحالة الأرضية المستقرة.
عندما يُلتقط الإلكترون من مداره في الغلاف-K من النواة فإنه يترك ورائة مكانا خاليا في الغلاف-K ولا تستطيع الذرة البقاء على هذا الحال، فيقفز أحد الإلكترونات من المدارات العليا لشغر المكان الخالي من الإلكترون الذي اصطادته النواة، ويكون ذلك مصحوبا بإصدار الإلكترون الساقط من مدار علوي لشعاع غاما.

## احتمالية اصطياد الإلكترون
بينما يعتمد تحلل بيتا على حالة نواة الذرة نفسها، فإن اصطياد النواة للإلكترون تعتمد على حالة النواة وأيضا حالة الغلاف الإلكتروني، وبصفة خاصة على احتمال تواجد إلكترون قريبا جدا من النواة. ولذلك يتغير احتمال تحلل النواة الذرية بطريق اصطياد الإلكترون بحسب نوع الرابطة الكيميائية للذرة. وقد تبين من التجارب تغييرات في عمر النصف في حدود 1 % للتحلل عن طريق اصطياد إلكترون.

## امثلة
التحلل بطريق اصطياد إلكترون إلى جانب تحلل بيتا {\displaystyle \beta ^{+}}:
{\displaystyle \mathrm {{}_{13}^{26}Al} +\mathrm {e} ^{-}\rightarrow \mathrm {{}_{12}^{26}Mg} +{\nu }_{e}}
{\displaystyle \mathrm {{}_{28}^{59}Ni} +\mathrm {e} ^{-}\rightarrow \mathrm {{}_{27}^{59}Co} +{\nu }_{e}}
ويوجد نظير البوتاسيوم-40، وهو يتميز بأنه يتحلل بثلاثة طرق: تحلل بيتا {\displaystyle \beta ^{-}} وتحلل بيتا {\displaystyle \beta ^{+}} إلى جانب اصطياد إلكترون:
1. اصطياد إلكترون، يتحول البوتاسيوم إلى أرجون Ar ، نسبة التحلل 11 %:

{\displaystyle \mathrm {{}_{19}^{40}K} +\mathrm {e} ^{-}\rightarrow \mathrm {{}_{18}^{40}Ar} +{\nu }_{e}\quad \mathrm {(Anteil:\ 11\,\%)} }
1. تحلل بيتا {\displaystyle \beta ^{-}} ،يتحول البوتاسيوم إلى الكالسيوم Ca ، نسبة التحلل 89 %:

{\displaystyle \mathrm {{}_{19}^{40}K} \rightarrow \mathrm {{}_{20}^{40}Ca} +\mathrm {e} ^{-}+{\overline {{\nu }_{e}}}\quad \mathrm {(Anteil:\ 89\,\%)} }
1. تحلل بيتا {\displaystyle \beta ^{+}} ، نسبة التحلل 001و0 %:

{\displaystyle \mathrm {{}_{19}^{40}K} \rightarrow \mathrm {{}_{18}^{40}Ar} +\mathrm {e} ^{+}+{\nu }_{e}\quad \mathrm {(Anteil:\ 0{,}001\,\%)} }
ويؤثر الرباط الكيميائي على معدل اصطياد النواة لإلكترون تأثيرا طفيف في حدود أقل من 1% ،وهذا يعتمد على الذرات المجاورة. وعلى سبيل المثال يبلغ هذا التغير نحو 0.9 % في تحلل البيريليوم-7 وقد شوهد ذلك في عمر النصف لمعدن البيريليوم وفي حالة ارتباطه في مادة عازلة.
وهذا يعتبر تأثير كبير نسبيا، ويعزى ذلك إلى أن ذرة البيريليوم من الذرات الصغيرة التي تكون إلكترونات تكافؤها قريبة من النواة.
وعبر العناصر الموجودة في منتصف الجدول الدوري وبالتالي في منتصف جدول النظائر تكون النظائر الأخف من نظائرها المستقرة تميل إلى التحلل عن طريق اصطياد إلكترون، بينما يميل النظير الذي هو أثقل من نظيره المستقر للتحلل عن طريق تحلل بيتا{\displaystyle \beta ^{-}}.